# Дялу-Маре (Хунедоара)
Дялу-Маре (рум. Dealu Mare) — село у повіті Хунедоара в Румунії. Входить до складу комуни Велішоара.
Село розташоване на відстані 314 км на північний захід від Бухареста, 20 км на північний захід від Деви, 102 км на південний захід від Клуж-Напоки, 125 км на схід від Тімішоари.

## Населення
За даними перепису населення 2002 року у селі проживали 240 осіб, усі — румуни. Усі жителі села рідною мовою назвали румунську.